# 底特律狼獾
底特律狼獾（英語：Detroit Wolverines）是一支19世紀美國職棒球隊。它在1881年到1888年間於國家聯盟出賽，根據地是在密歇根州底特律。在解散之前，球隊總共贏了426場比賽，也輸掉了437場比賽。只獲得一次聯盟冠軍，是在1887年。

## 隊史

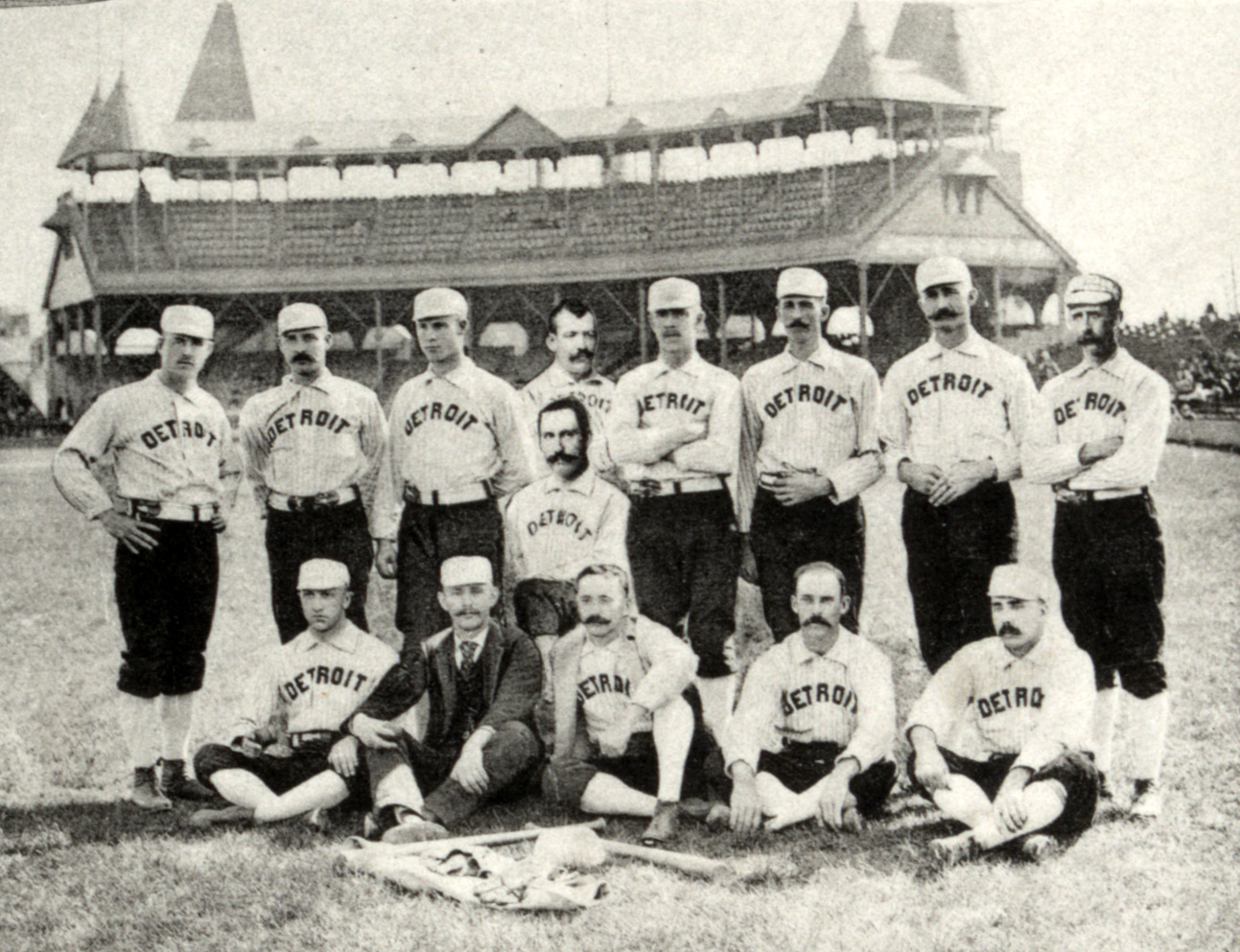
攝於1888年

球隊的建立是來自於底特律市長William G. Thompson的建議。狼獾隊首次出賽是在底特律，時間是1881年5月2日，觀眾人數有1,286人。球隊主場叫做Recreation Park，有一塊木製大看板，佇立於與之間。球場在1894年拆除，原址目前只剩下一個標誌，表示這裡曾是球場的左外野。
雖然球隊在八個球季後就解散了，不過狼獾隊在美國職棒歷史上仍佔有一席之地。在1885年，新老闆開始花大錢簽下高薪球員，試圖建立一支超級強隊。其中最有名的是，他在該年八月買下了整支水牛城野牛，以確保球隊「四大天王」（包括丹·布魯瑟茲、Jack Rowe、Hardy Richardson、以及Deacon White）的完整陣容。這個策略很快地招致其他球隊老闆的抗拒，於是他們改變了聯盟關於門票收入的分配規則，將客隊的最高門票收入分配降低到每場$125美金。而狼獾隊的主場門票收入亦無法負擔他們龐大的薪水支出，所以只好把他的球星一一賣給其他球隊。
狼獾隊最成功的一季是在1887年，那一年他們以79勝45敗贏得國家聯盟第一。在球季結束後，他們在一系列的表演賽中，以15戰10勝的戰績擊敗了國聯宿敵美國協會的冠軍聖路易布朗。這一系列的比賽可以視為後來1903年才出現的世界大賽的雛型。
這個名稱後來在1928年又有球隊使用，是一支美式足球球隊。這支短命的球隊在維持了一個球季後解散，它與現在的底特律雄狮之間並沒有任何關聯。

## 知名球星
- Charlie Bennett
- 丹·布魯瑟茲
- Fred Dunlap
- Ned Hanlon
- Deacon McGuire
- Hardy Richardson
- Jack Rowe
- Billy Shindle
- Sam Thompson
- Deacon White
- Chief Zimmer

其中，、以及均已獲選進入棒球名人堂。

## 外部連結
- Baseball-reference.com網站上的數據統計 （页面存档备份，存于）
- 關於Recreation Park的資訊